# Об

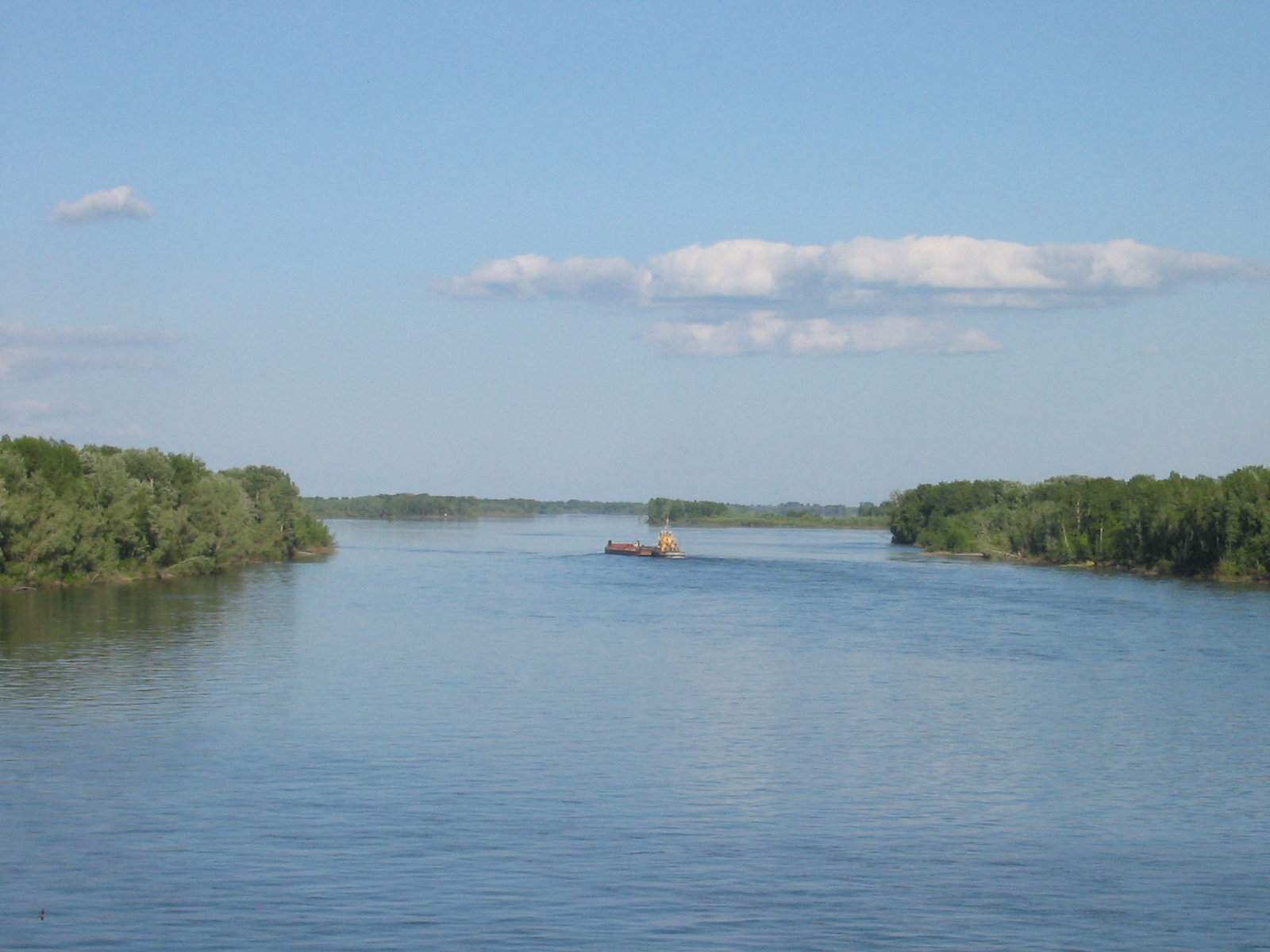
верхів'ї Обі

Об (рос. Обь, хант. Ас) — річка в Західному Сибіру. Довжина від злиття Бії з Катунню — 3650 км, від початку Іртиша — 5410 км (за довжиною Об є найбільшою річкою в Росії та другою в Азії). Площа басейну (найбільша в Росії) — 2990 тис. км². На півночі річка впадає в Карське море, утворюючи затоку (близько 800 км довжиною), яка має назву Обська губа.
За характером річкової мережі, умовами живлення і формування водного режиму, Об поділяють на 3 ділянки: верхню (до гирла Томі), середню (до гирла Іртиша) і нижню (до Обської губи).

## Течія
По суті, Об є продовженням річки Катунь, але Об'ю вона називається тільки після злиття Катуні з Бією, тобто після міста Бійська. На початку Об помітно петляє і її течія почергово змінюється в різному напрямку — або на північ, або на захід. Протікає в Алтайському краї через Барнаул, потім якийсь час розділяє Алтайський край і Новосибірську область. Тече через Новосибірську область, зокрема через Новосибірськ. Північніше, в Томській області зливається з Томью, а потім із Чулимом, після чого дещо повертає на захід і біля міста Колпашово зливається з річкою Кеть. У Тюменській області Об протікає через Нижньовартовськ, Сургут, Нефтеюганськ і деякі інші міста. Після Ханти-Мансійська Об повертає на північ, при цьому у неї з цієї ділянки починається дельта, далі, в Ямало-Ненецькому автономному окрузі Об протікає через Салехард і Лабитнангі. Після цього місця вона помітно розширюється і впадає в Обську губу Карського моря.

## Басейн
Площа басейну Обі становить 2 990 000 км². З цього показнику річка займає перше місце в Росії. Об також є третьою з водоносності річкою Росії (після Єнісею і Лени).
У південній частині Обі знаходиться Новосибірське водосховище, утворене греблею Новосибірської ГЕС. Греблю споруджували з 1950 до 1961 року; при створенні водосховища було затоплено багато сіл і основна частина міста Бердська. Обське море (як його називають місцеві жителі) служить місцем відпочинку багатьом новосибірцям, на його берегах розташовані численні бази відпочинку і санаторії. Сюди приїжджають туристи і з сусідніх регіонів.
Наприкінці XIX століття побудовано Об-Єнісейський канал, що з'єднав Об з Єнісеєм. Нині[коли?] його не використовують і покинули.

## Притоки
Основні притоки Обі: Чариш, Алей, Чумиш, Томь, Чулим, Кеть, Іртиш, Північна Сосьва. До Обі також впадають: Великий Юган (впадає в Юганську протоку), Щуча.
Живлення річки переважне снігове. За період весняно-літньої повені річка дає основну частину річного стоку. У верхній течії повінь — з початку квітня, в середній — з другої половини квітня, а в нижній — з кінця квітня — початку травня. Підйом рівнів починається ще при льодоставі; при розтині річки в результаті заторів — інтенсивні короткочасні підйоми рівнів. У верхній течії повінь закінчується в липні, літня межень нестійка, у вересні — жовтні дощовий паводок. В середній і нижній течії спад повені з дощовими паводками, що нашаровуються, триває до льодоставу.
У водах Обі і Обської губи мешкає близько 50 видів і підвидів риб, половина з них промислові. Найцінніші види: осетер, стерлядь, нельма, муксун, чир, тугун, сиг, пелядь. Об'єктами промислу є в основному судак, щука, в'язь, минь, лящ, єлець, плітка, карасі, окунь.

## Походження слова «Об»
Ненці, що мешкають в низов'ях річки, називали її «Саля-ям», що означає «виступова річка». Ханти і мансі дали їй назву «Ас» — «велика річка», селькупи звали річку «Квай», «Ємє», «Куай». Ці назви означали — «велика річка». Росіяни вперше побачили річку в її пониззі, коли мисливці і купці разом з проводникамі-зирянамі ходили за Уральські гори. І до завоювання Єрмаком Сибіру край навколо Обі називався Обдорським.
Є версія, що назва річки відбулася від мови комі, що означало «сніг», «сніжний замет», «місце у снігу».
Існує також припущення, що назва пов'язана з іранським словом «об» — «вода». І таку назву повноводній річці цілком могли дати народи іраномовної групи, що жили на півдні Західного Сибіру в період з ранньобронзового століття до середньовіччя.
Є і версія про те, що слово «Об» походить від російського «обидві», тобто «обидві річки» — «об», маючи на увазі дві річки — Катунь і Бію, що злилися до Обі.

## Міста на Обі
- Барнаул
- Новоалтайськ
- Камінь-на-Обі
- Новосибірськ
- Колпашево
- Стрежевий (на протоці Пасол)
- Нижньовартовськ
- Мегіон
- Лангепас (на Каюківській протоці)
- Сургут
- Нефтеюганськ
- Лабитнангі
- Салехард

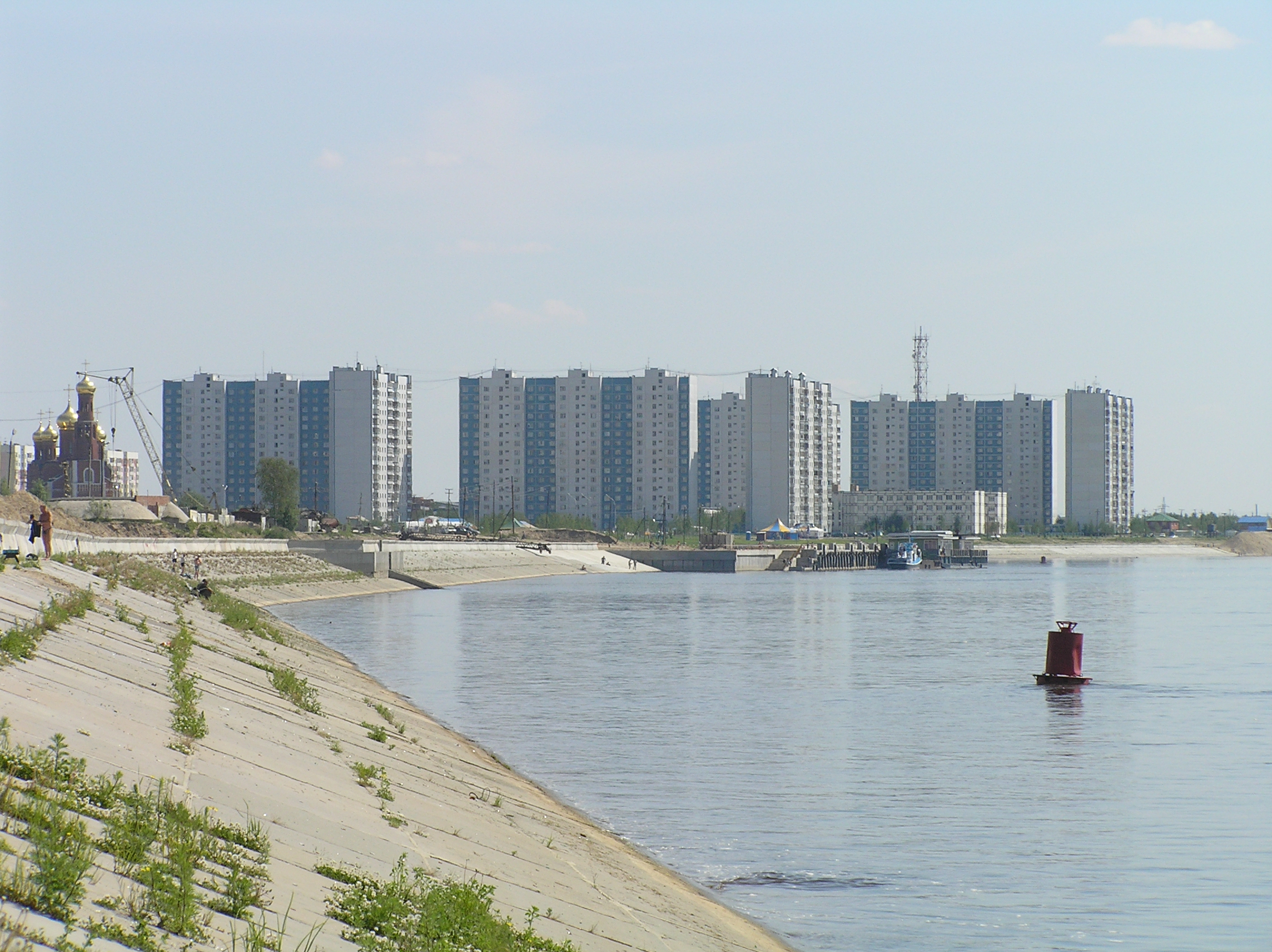
Набережна Обі в Нижньовартовську

Основні порти й пристані Обського басейну: Барнаульський річковий порт, Новосибірськ, Томськ, Нижньовартовськ, Сургут, Лабитнангі, Салехард, Павлодар, Омськ, Тобольськ, Тюмень, Ханти-Мансійськ.

## Мости
напрямом від гирла до витоку:
- Сургутський міст (Сургут, ХМАО);
- залізничний міст у Сургуті;

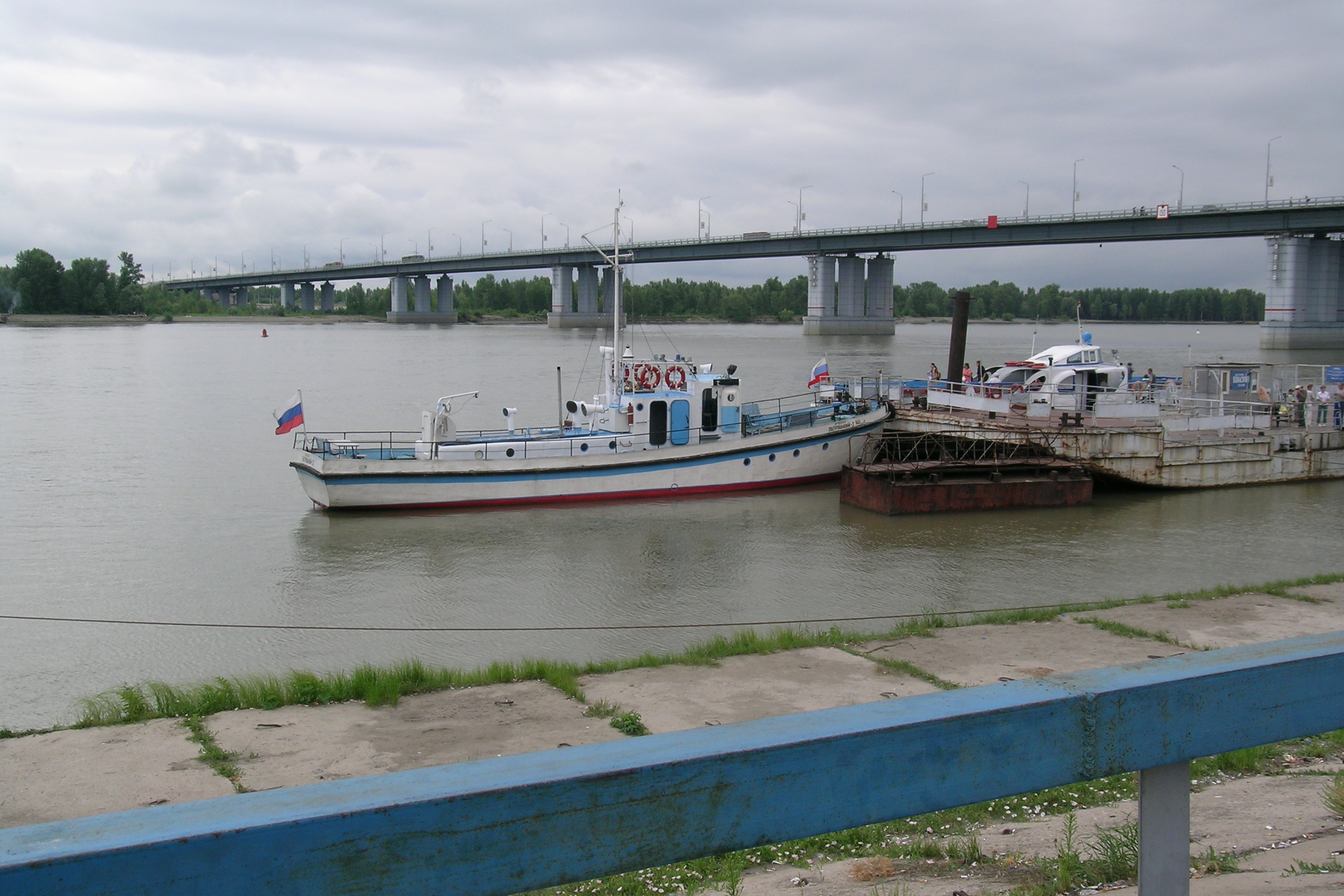
Міст через Об в Барнаулі

- Шегарській міст (поблизу села Мельніково, Томська область);
- на північному обході Новосибірська (2008);
- у межі Новосибірська;
- залізничний міст на Транссибі (Новосибірськ);
- Комунальний міст (Новосибірськ);
- два залізничні мости на південному обході Новосибірська;
- дамба ГЕС;
- старий міст (авто, залізничний) в Барнаулі;
- новий міст в Барнаулі.